# Ammersee
Der Ammersee ist der am weitesten nach Norden reichende und – nach dem Chiemsee und dem Starnberger See –  drittgrößte Voralpensee in Bayern. Der See ist als gleichnamiges gemeindefreies Gebiet Eigentum des Freistaates, für das die Bayerische Verwaltung der staatlichen Schlösser, Gärten und Seen zuständig ist.
Gemeinsam mit den Gemeinden am Westufer zählt er zum Landkreis Landsberg am Lech. Die Gemeinden am Ostufer gehören zum Landkreis Starnberg, das Gebiet um die Mündung der Ammer im Süden zum Landkreis Weilheim-Schongau. Der See hat eine Fläche von rund 47 km² und eine maximale Tiefe von etwa 80 Metern. Die am südlichen Seeende gelegene Schwedeninsel ist inzwischen zur Halbinsel geworden und wird bei fortschreitender Verlandung mit dem Ufer verschmelzen.

## Geschichte
Entstanden ist der Ammersee wie andere Seen des bayerischen Alpenvorlandes mit dem Abschmelzen der eiszeitlichen Gletscher. Das Seebecken wurde als typischer Zungenbeckensee in der Saale- bzw. Riß-Kaltzeit und in der Würmkaltzeit vom Loisachgletscher, der sich als Teil des Isar-Loisach-Gletschers aus der „Garmischer Pforte“ bis weit ins Land erstreckte, ausgeschoben.
Vor etwa 16.000 Jahren begann das Eis langsam zu schmelzen, und vor rund 14.000 Jahren umschlossen die zurückgebliebenen Seiten- und Endmoränen eine Wasserfläche. Der See erstreckte sich damals in Nord-Süd-Richtung über etwa 37 km und bedeckte eine Fläche vom heutigen Weilheim im Süden bis Grafrath im Norden. Auch das bei Herrsching nach Nordosten abzweigende Zweigbecken mit dem heutigen Pilsensee war noch ein Teil des Gesamtsees, dessen Spiegel etwa auf dem heutigen Niveau lag. Seither schrumpfte der See auf heute 47 Quadratkilometer.
Ursache hierfür waren einerseits Ablagerungen der Zuflüsse, besonders der Ammer im Süden und der Windach im Norden, die laufend mitgeführten Gesteinsschutt im See abluden, während andererseits biogene Ablagerungen zur Verlandung führten. Die Verlandung dauert an, die erwartete „Lebensdauer“ des Ammersees wird auf noch etwa 20.000 Jahre geschätzt.
Der Wasserspiegel des Ammersees lag entgegen verbreiteter Darstellung in der älteren Literatur niemals signifikant höher als heute. Das Durchbruchstal von Grafrath-Wildenroth wurde schon beim Abschmelzen des Gletschereises gebildet, wie die durch Schmelzwasser gebildeten kiesigen Eisrandterrassen an beiden Seiten des Ammersees und des Ampermooses belegen.

## Hydrologie

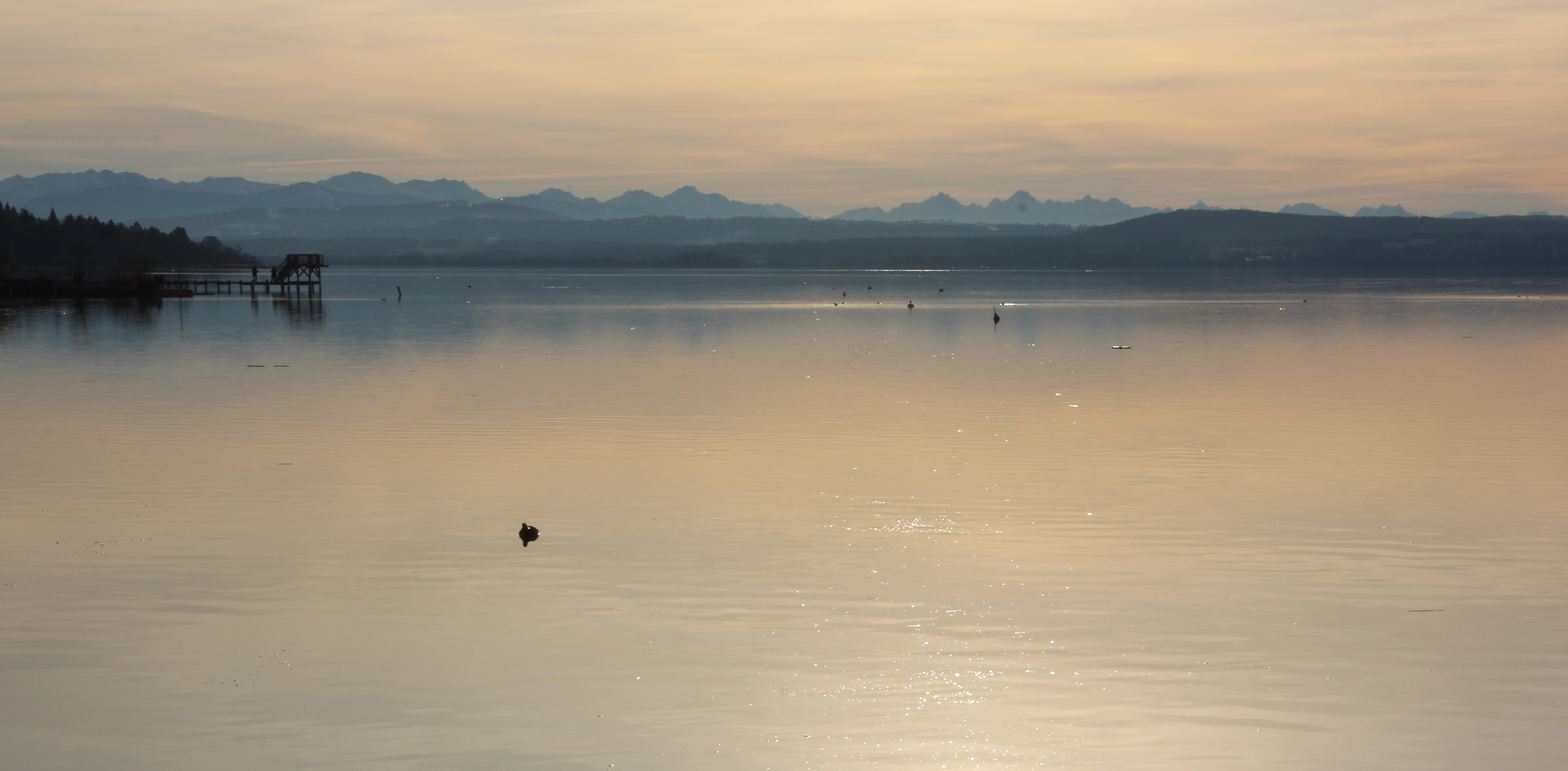
Blick über den Ammersee in Richtung Alpen

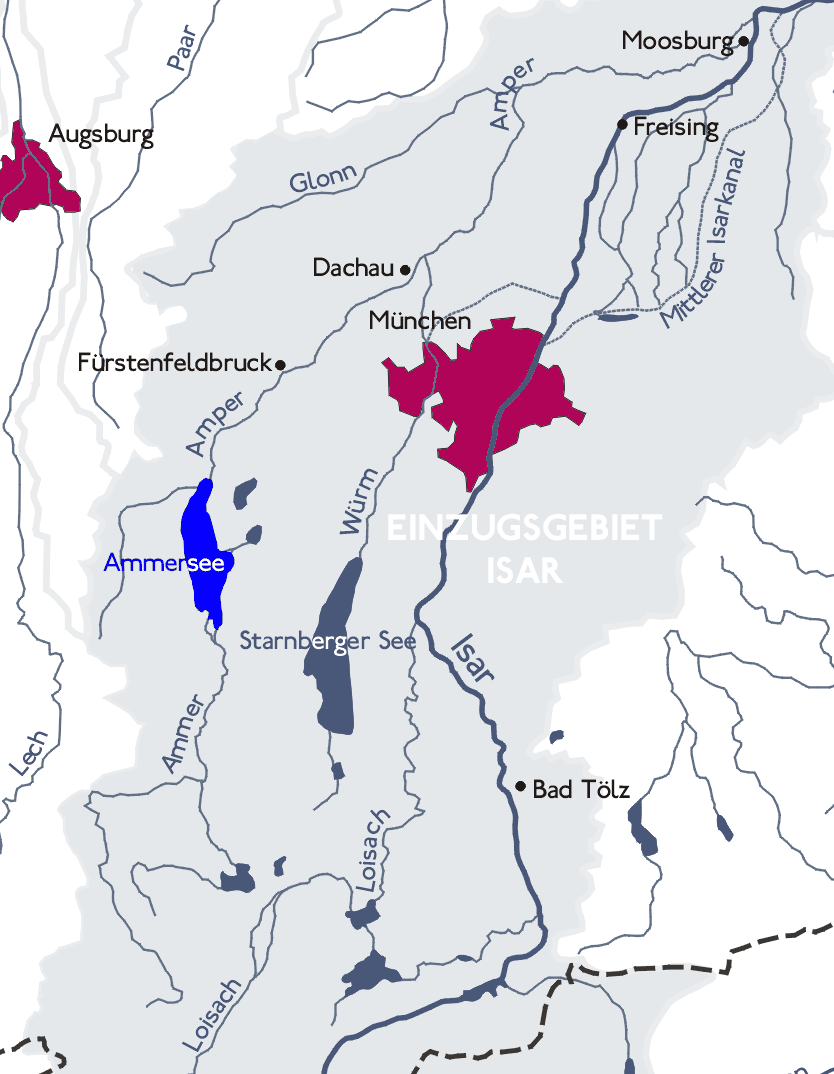
Lage des Sees im Großraum München, Zu- und Abflüsse im Einzugsbereich der Isar

Der Ammersee ist einer der am besten untersuchten Seen Bayerns. Seine Wasserqualität wird vor allem vom aus den Kalkalpen kommenden Hauptzufluss Ammer bestimmt. Die Ammer entwässert rund drei Viertel des knapp 1.000 km² großen Einzugsgebietes. Ihr mittlerer Abfluss wird mit 16,6 m³/s beziffert (Pegel Fischen, Jahresreihe 1941/1989). Bei besonderen Wetterbedingungen, etwa wenn die Schneeschmelze mit anhaltend starkem Dauerregen einhergeht, kann der Abfluss auf bis zu 600 m³/s ansteigen und stark von Schwebstoffen getrübt sein. Am Ende einer lang dauernden Trockenperiode sinkt der Zufluss aus der Ammer bisweilen auf unter 3 m³/s. Die Amper als Abfluss des Sees führt bei einem mittleren Wasserstand von 140 cm am Pegel Stegen, (Jahresreihe 1975/1994) durchschnittlich 21,1 m³ Wasser pro Sekunde ab. Die schwach ausgeprägten Niedrigwasserstände der Amper – der niedrigste gemessene Wasserstand betrug 119 cm am 14. August 1994 – belegen die starke Retentionswirkung (Rückhalte- und Speicherfunktion) des Ammersees. Der mittlere Hochwasserstand von 195 cm (Pegel Stegen, Jahresreihe 1975/1994) kann allerdings bei extremen Wetterereignissen deutlich überschritten werden, der höchste je gemessene Wasserstand betrug 337 cm am 27. Mai 1999. Bei Hochwasser dienen die im Norden und Süden angrenzenden Verlandungszonen als weiträumige Überflutungsfläche und bilden damit einen wirksamen Schutz vor Hochwasser. Vor allem die abwärts an der Amper gelegenen Orte gewinnen Sicherheit durch diese Schutzfunktion, da die teilweise extremen Hochwasserspitzen der Ammer den See stark gemildert und zeitlich gestreckt verlassen.

## Biologie und Naturschutz
Die in den Sechzigerjahren des 20. Jahrhunderts gefährdete Wasserqualität konnte durch umfassende abwassertechnische Sanierungsmaßnahmen wie den Bau einer Ringleitung, die Inbetriebnahme der Kläranlage in Eching 1971 und die Sanierung der Kläranlagen im Ammer-Einzugsgebiet deutlich verbessert werden. Weiterführende Informationen über die Entstehungsgeschichte und Entwicklung der Kläranlage Eching bieten die AWA-Ammersee, die das Trinkwasser und Abwasser in der Region verwaltet. Seit Mitte der Achtzigerjahre hat sich die Nährstoffbelastung des Wassers vom eutrophen zum mesotrophen Bereich verlagert, das bedeutet die Nährstoffbelastung ist gering bis mäßig, die Produktion von Algen mäßig und die durchschnittliche Sichttiefe über 2 m. Die Nutzung des Ammersees als Badegewässer ist damit langfristig gesichert.
Von den im See lebenden Fischen ist vor allem eine endemische Renke (Coregonus bavaricus) bekannt, eine hauptsächlich in den Voralpenseen anzutreffende Felchenart, deren Vorkommen zu einer langen Tradition recht intensiver fischereilicher Nutzung des Sees geführt hat. Im See lebt ferner der einzige echte Tiefensaibling Mitteleuropas (Salvelinus evasus). 2010 wurde sogar eine neue Fisch-Art, der Ammersee-Kaulbarsch (Gymnocephalus ambriaelacus), der ebenfalls nur im Ammersee vorkommt, beschrieben.

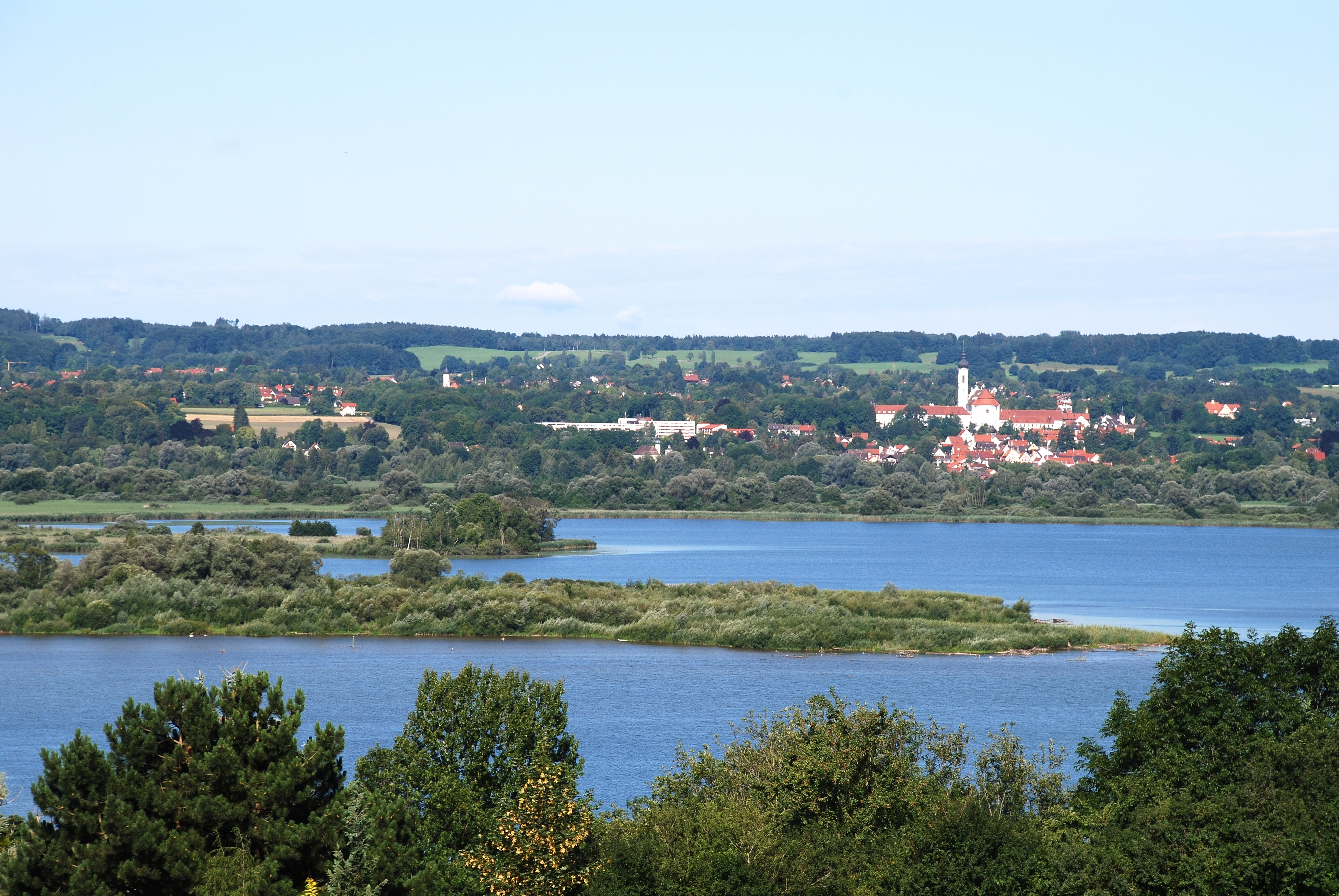
Vogelschutz- und Naturschutzgebiet am Südende des Sees

Mit den Naturschutzgebieten Vogelfreistätte Ammersee-Südufer (in dem auch die Schwedeninsel liegt), Seeholz und Seewiese sowie Ampermoos gehört der Ammersee zu den sieben international bedeutsamen Feuchtgebieten Bayerns nach der sogenannten Ramsar-Konvention. Am Westufer ist der Uferzugang bis auf kurze Strecken für die Allgemeinheit gesperrt, doch fast das gesamte Ostufer ist für die Öffentlichkeit zugänglich. Große Uferbereiche sind noch in naturnahem Zustand, die früher dichten Schilfbestände haben jedoch seit Ende der Sechzigerjahre deutlich abgenommen.
Zugenommen hat hingegen die Belastung durch Mikroplastik.
Im Jahr 2023 siedelte sich am Südufer ein Paar Fischadler an, aus deren Gelege 2024 zwei Adler schlüpften und flügge wurden. Es sind die ersten geschlüpften Tiere seit über 100 Jahren in Süddeutschland.

## Allgemeines

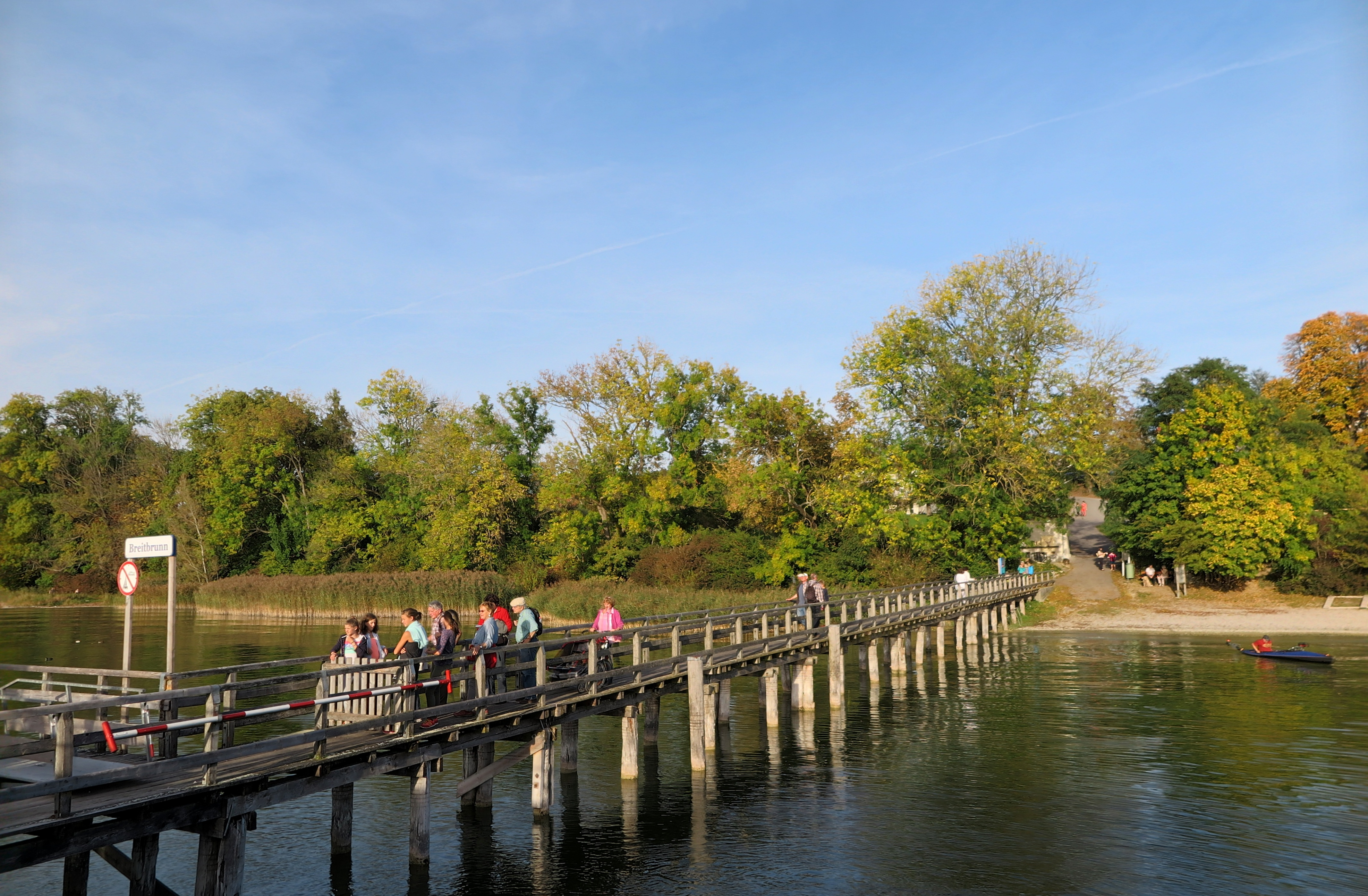
Anlegestelle Breitbrunn

Der Ammersee im Fünfseenland, dessen andere vier namensgebenden Seen in der Region der Starnberger See, der Wörthsee, der Pilsensee und der Weßlinger See sind, zählt nicht nur zu den beliebtesten Tourismuszielen Bayerns mit überregionaler Ausstrahlung, sondern auch zu den bevorzugten Naherholungsgebieten der Augsburger und Münchner Bevölkerung. Vor allem im Sommer wird der Ammersee daher durch massiven Fremdenverkehr beeinflusst. Aus den beiden jeweils nur rund 50 km entfernten Ballungszentren kommt es an schönen Wochenenden zu einem regelrechten Massenansturm auf Strandbäder, Biergärten und die Rad- und Wanderwege rund um den See. Da die meisten Besucher mit PKW oder Motorrädern anreisen, ergeben sich für die Anliegergemeinden große Verkehrs- und Parkplatzprobleme. Per Bahn ist der Ammersee über die am Ostufer gelegene Endstation Herrsching der Münchner S-Bahn (Bahnstrecke München-Pasing–Herrsching) und über die am gesamten Westufer entlang verlaufende Ammerseebahn von Augsburg nach Weilheim erschlossen.

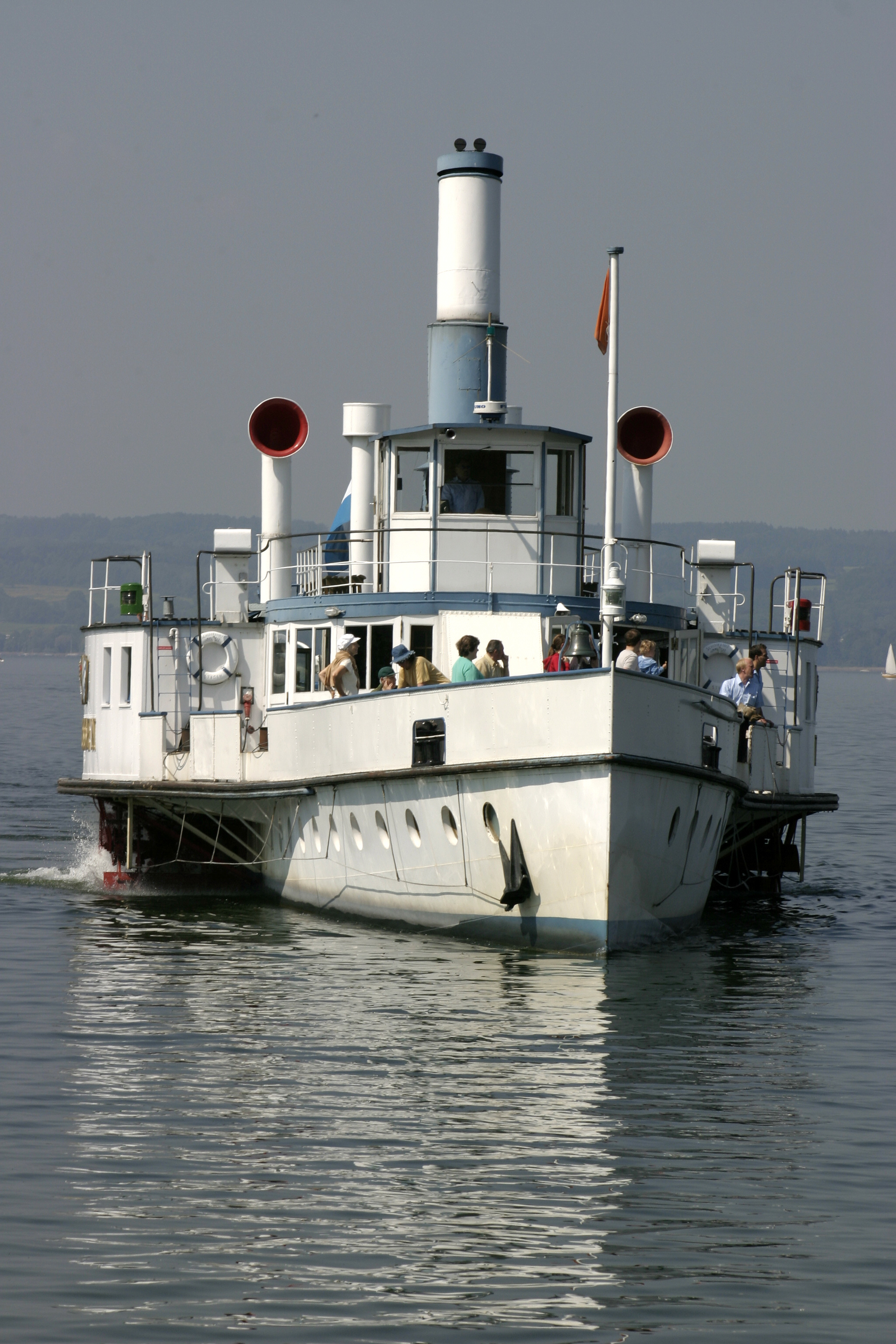
Schaufelradschiff Diessen (Baujahr 1908)

Die Bayerische Seenschifffahrt befährt den See mit einer Flotte von vier Fahrgastschiffen. Zur Ammerseeflotte gehören das 2002 gebaute Radmotorschiff Herrsching, der historische ehemalige Raddampfer Diessen (zum Radmotorschiff umgebaut) sowie die Motorschiffe Utting und Augsburg. Der See wird auch von der Albatros befahren, ehemals Segelyacht des letzten Königs von Württemberg. Auffallende Bauwerke in der näheren Umgebung des Ammersees sind die großen Parabolspiegel der Erdfunkstelle Raisting sowie das auf einer Anhöhe östlich des Ammersees stehende Kloster Andechs, das auch selbst zahlreiche Ausflügler anzieht.

### Wassersport

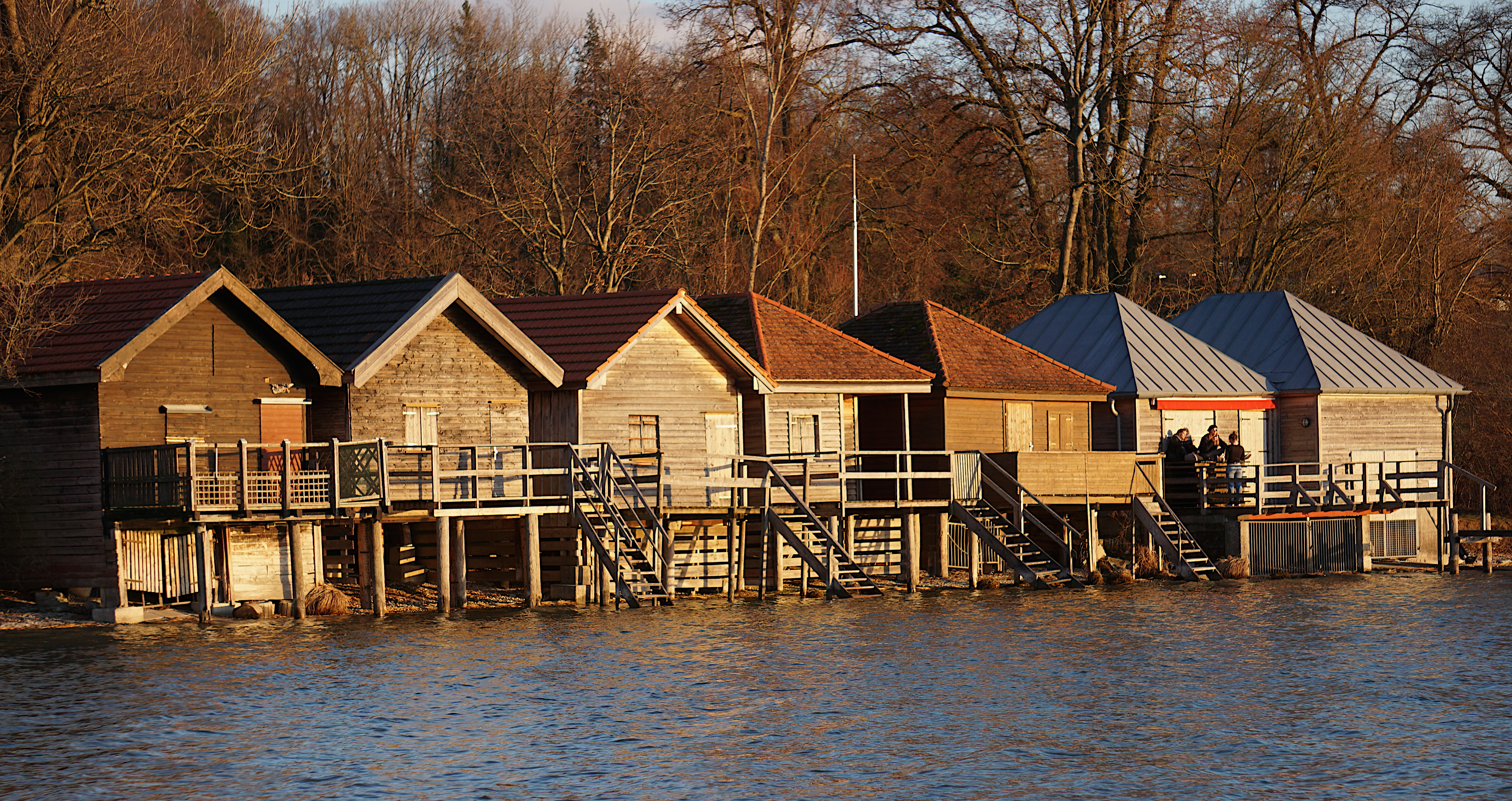
Bootshäuser am Nordufer

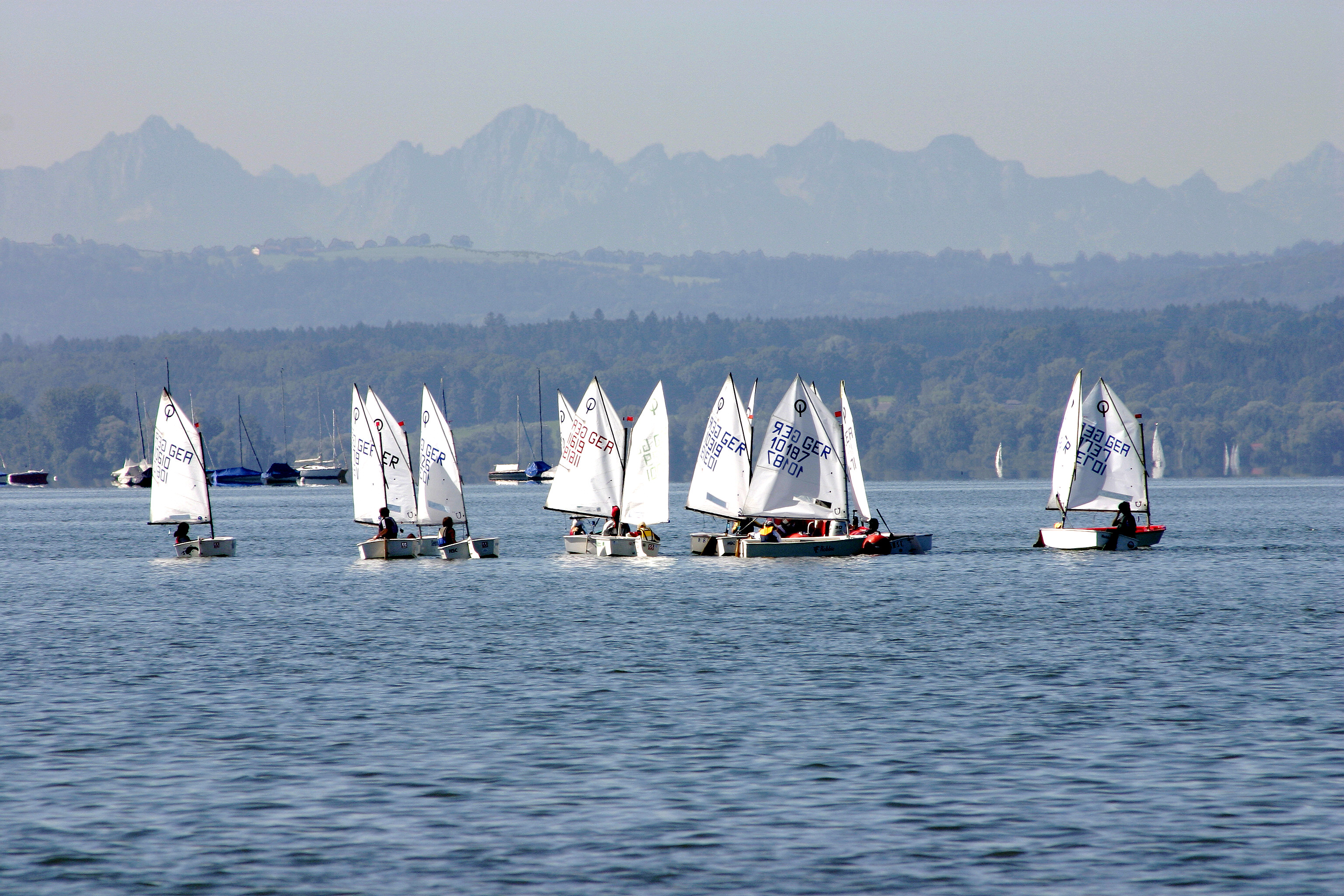
Segelboote auf dem Ammersee

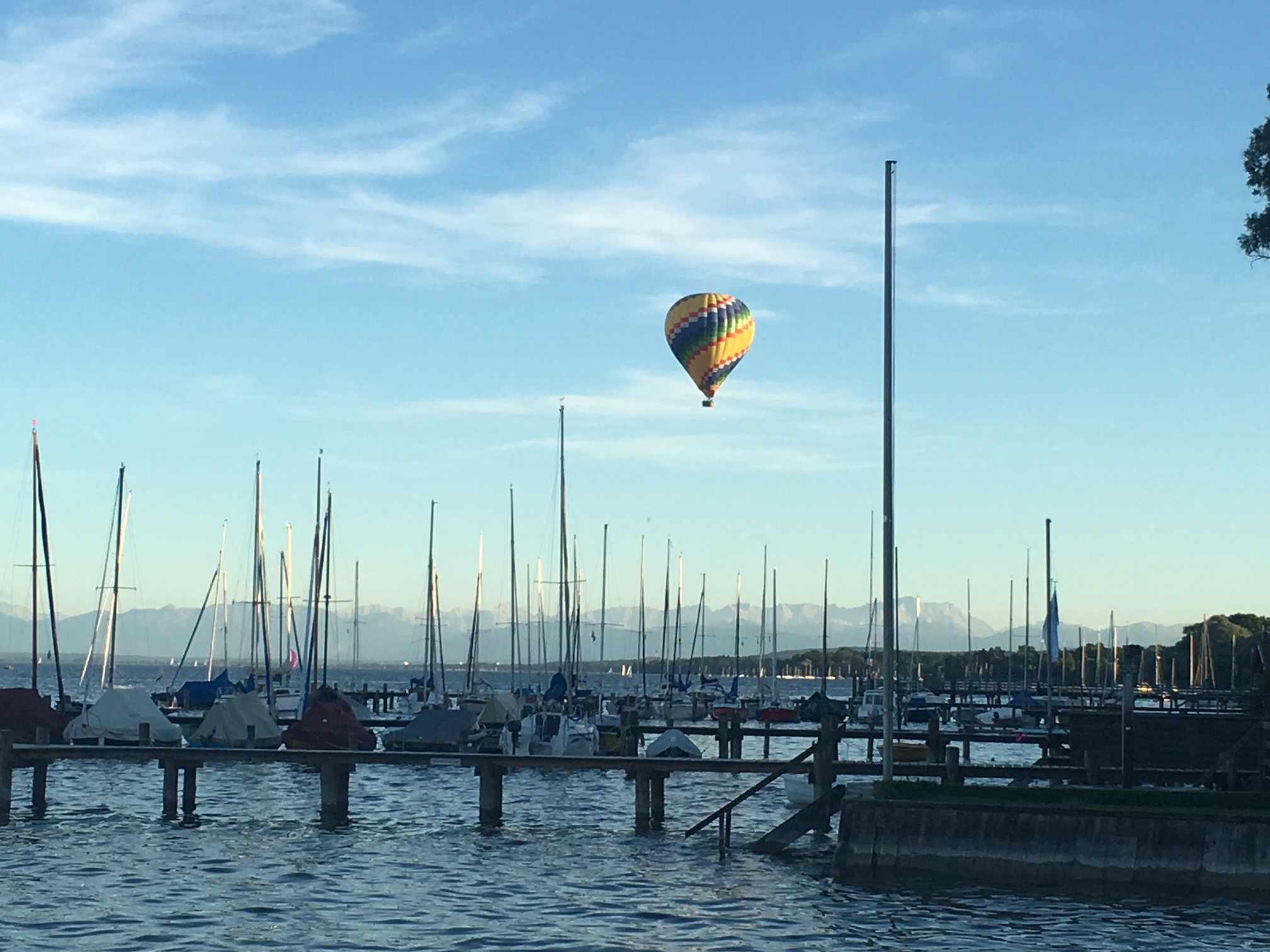
Blick auf den Ammersee von Schondorf aus

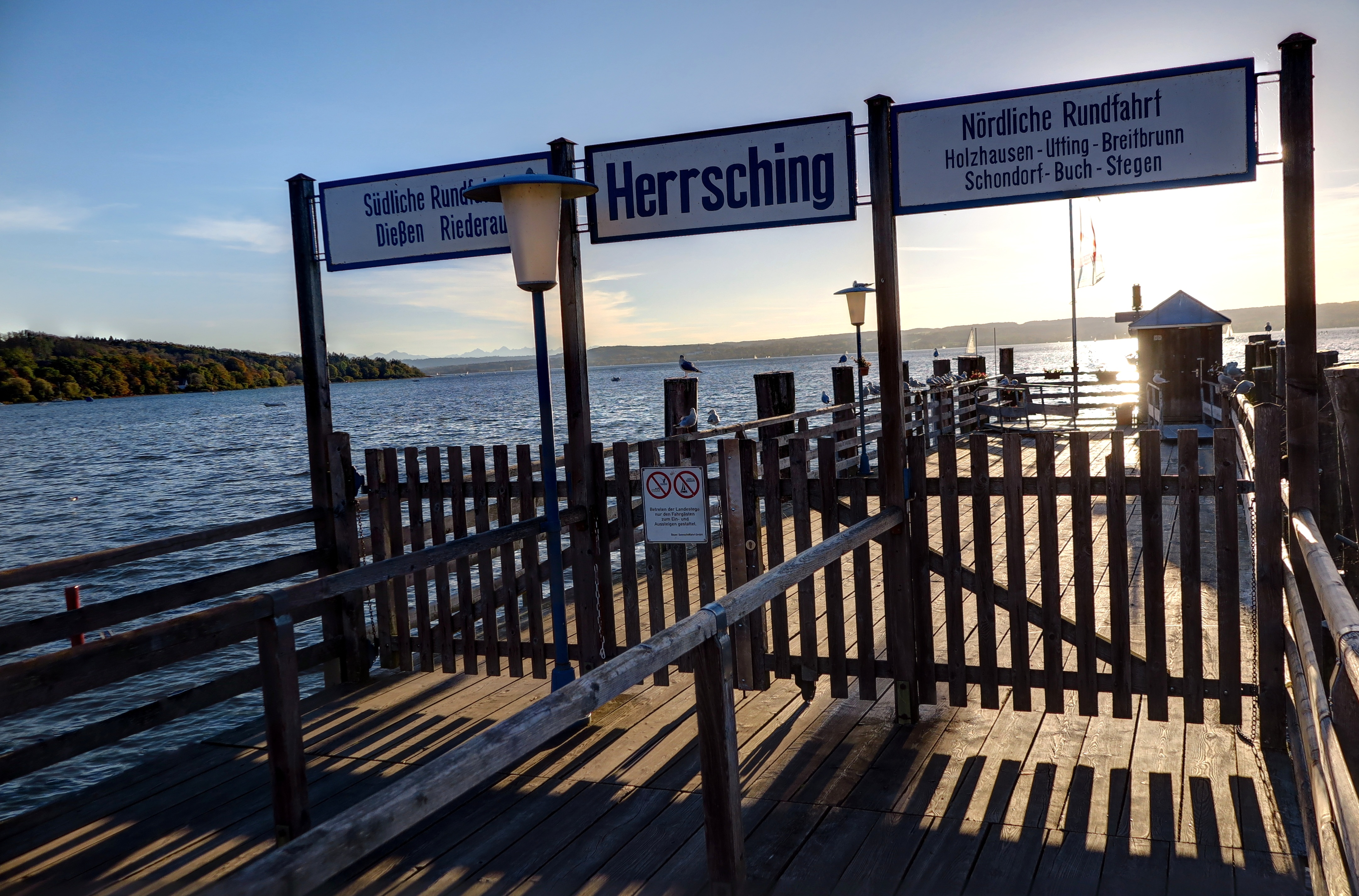
Dampfersteg Herrsching

Günstige Windverhältnisse sorgen im Sommer auch für starken Segel- und Surfbetrieb. Segeln ist theoretisch ohne Führerschein möglich, allerdings verlangen die meisten Bootsverleiher und Segelclubs wenigstens einen A-Schein bzw. den Sportbootführerschein Binnen. Segelboote kürzer als 9,20 m und ohne Antriebsmaschine können im Rahmen des Gemeingebrauchs ohne Genehmigung benutzt werden, wobei die örtlichen Regeln zu beachten sind (z. B. Abstand zum Ufer, Schutzgebiete, Vorfahrt der Fahrgastschiffe). Es gibt öffentliche Einlassrampen. Liegeplätze an Bojen oder Stegen sind genehmigungspflichtig. Die Wartezeit auf einer  Bojenvormerkliste beträgt derzeit sieben bis neun Jahre. Die Genehmigung wird von der Bayerischen Schlösser- und Seenverwaltung für die Dauer von sieben Jahren erteilt. Eine erneute Eintragung kann frühestens sechs Monate vor Ablauf der Bojengenehmigung erfolgen. Für den Liegeplatz ist außerdem ein Gestattungsvertrag mit der Bayerischen Schlösserverwaltung abzuschließen.
Die Nutzung von Motorbooten ist strengen Reglementierungen unterworfen und findet daher kaum statt, Ausnahmegenehmigungen haben die Wasserwacht, die Wasserschutzpolizei sowie die Fischer, einige Bootsverleiher und Segelvereine. Jedoch gibt es auch einige private Motorboote am See.
Motor- und Elektroboote ebenso wie Segelboote mit mehr als 9,20 m Länge oder mit einem Hilfsmotor über 4 kW oder mit Wohn-, Koch- oder sanitären Einrichtungen benötigen eine Zulassung des Landratsamtes Landsberg am Lech und ein Kennzeichen sowie einen privatrechtlichen Gestattungsvertrag mit der Bayerischen Schlösserverwaltung. Für Anträge auf Zulassung eines Motorbootes gibt es eine Motorbootvormerkliste mit einer Wartezeit von ungefähr drei Jahren. Genehmigungen können für Motorboote bis max. 9 m Länge und max. 191 kW (260 PS) auf die Dauer von fünf Jahren erteilt werden. Eine erneute Eintragung in die Vormerkliste kann frühestens drei Monate vor Ablauf der Motorbootgenehmigung erfolgen.
Urlauber können für Segelboote und Elektroboote eine Urlaubergenehmigung für maximal vier Wochen erhalten.
Wasserskifahren ist auf einer bestimmten Fläche im östlichen Teil des Sees zu bestimmten Tageszeiten möglich.
Tauchen ist im Ammersee im Rahmen der Vorschriften der Allgemeinverfügung des Landratsamtes Landsberg am Lech gestattet.
Die aktuelle Wassertemperatur kann auf Internetseiten der Wasserwirtschaftsämter abgerufen werden, die die Temperatur stündlich messen. Kommerzielle Internetseiten zur Wassertemperatur veröffentlichen nicht immer realistische Daten.

### Wichtige Orte am Seeufer

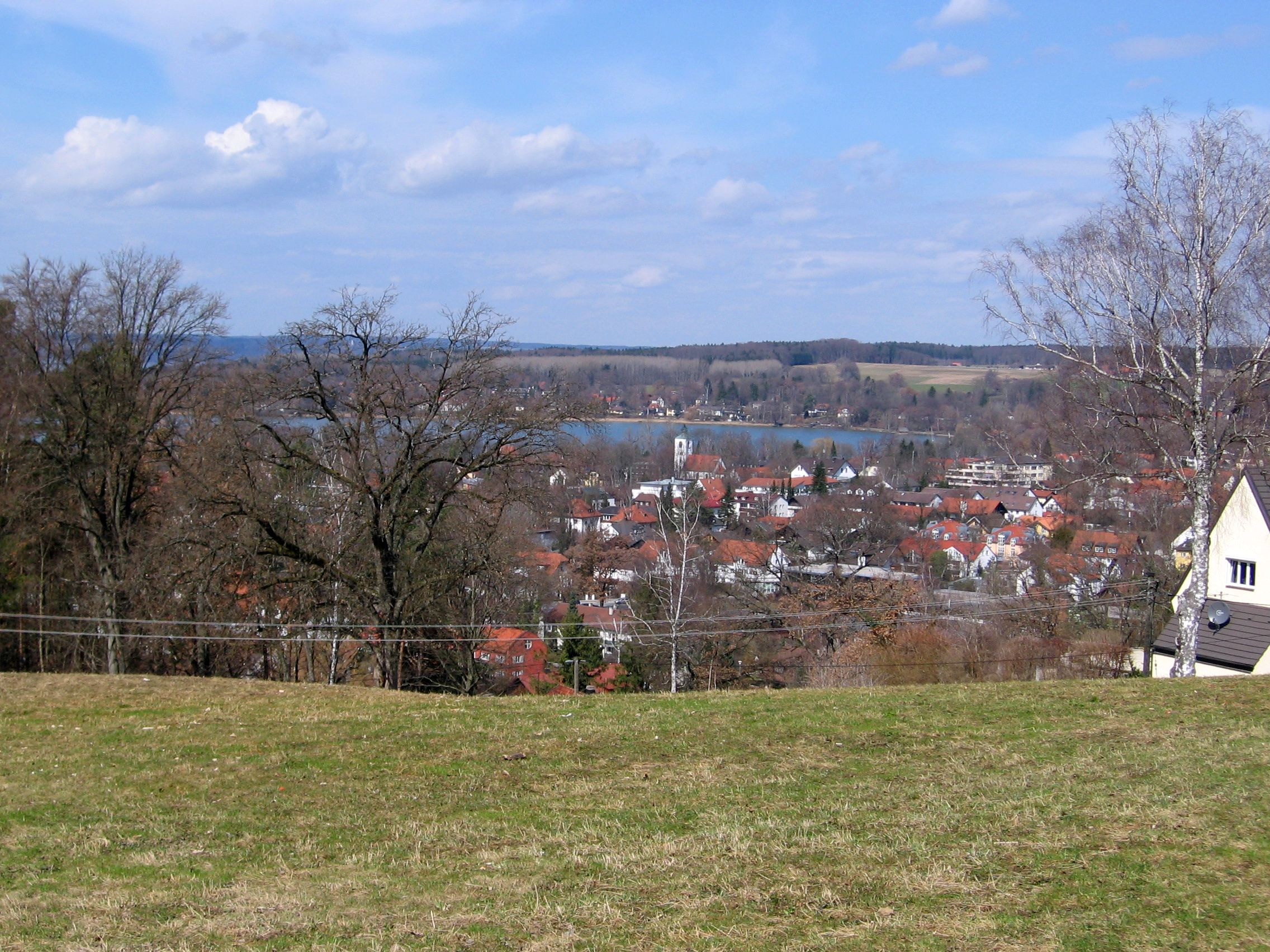
Herrsching am Ammersee

Landkreis Landsberg am Lech (Westufer), einschließlich Ammersee:
- Dießen am Ammersee und Ortsteile St. Alban und Riederau
- Schondorf am Ammersee
- Utting am Ammersee und Ortsteil Holzhausen am Ammersee
- Eching am Ammersee
- Greifenberg

Landkreis Starnberg (Ostufer):
- Herrsching am Ammersee und dazugehörig Breitbrunn
- Inning am Ammersee und die Ortsteile Stegen am Ammersee und Buch am Ammersee

Landkreis Weilheim-Schongau (Südufer):
- Fischen am Ammersee

### Bekannte Orte nahe dem Ammersee
Landkreis Starnberg (Ostufer):
- Kloster Andechs in Erling

### Rasso-Pilgerweg
Rund um den Ammersee verläuft der Rasso-Pilgerweg, dessen Zielort die Kirche des heiligen Rasso bei Grafrath ist. Über den Zeitraum von mehreren Jahrhunderten hinweg war sie im südbayerischen Raum eine der wichtigsten Wallfahrtsstätten.

## Wasserrettung
Am Ammersee gibt es sechs Ortsgruppen der Wasserwacht des Bayerischen Roten Kreuzes. Zwischen Mai und September werden die Wachstationen besetzt. Außerdem wird die Wasserrettung rund um die Uhr über Schnelleinsatzgruppen (SEG) sichergestellt. Wachstationen gibt es zum Beispiel in Eching, Utting, Riederau, Schondorf, Dießen, Herrsching, Buch und Stegen.
In Dießen und Herrsching ist jeweils ein Feuerwehrboot stationiert, in Dießen zusätzlich ein Polizeiboot.

## Film
Bilder einer Landschaft, Der Ammersee, Ein Film von Vera Botterbusch, 45 Min., BR 1996.